# Pedro R. Fernández
Pedro R. Fernández är en ort i Argentina.   Den ligger i provinsen Corrientes, i den nordöstra delen av landet, 700 km norr om huvudstaden Buenos Aires. Pedro R. Fernández ligger 73 meter över havet och antalet invånare är 2 058.
Terrängen runt Pedro R. Fernández är mycket platt. Runt Pedro R. Fernández är det mycket glesbefolkat, med 7 invånare per kvadratkilometer.. Närmaste större samhälle är Nueve de Julio, 19,4 km sydväst om Pedro R. Fernández.
Trakten runt Pedro R. Fernández består i huvudsak av gräsmarker.